# Хромченко, Соломон Харитонович
Соломон Харитонович Хромченко (1912 — 1997?) — главный инженер проекта института «Гипроцветмет», лауреат Государственной премии СССР 1970 года. Член КПСС с 1945 года.
В 1927—1932 годах работал на различных предприятиях. В 1937 году окончил Московский институт цветных металлов и золота.
В 1937—1944 годах работал на Норильском комбинате, с 1938 г. начальник угольной штольни, во время войны — начальник никелевого рудника 3-6 в Дудинке. В этот период был награждён орденом Трудового Красного Знамени.
В 1944—1947 гг.- в Печорском угольном бассейне, на руководящей должности в Инталаге, майор.
В 1947-53 гг.- главный инженер Калининградского янтарного комбината (Янтарный комбинат № 9 МВД СССР) и образованного при нем исправительно-трудового лагеря (Пальмникенлаг).
В 1953—1954 гг. в «Енисейстрое».
С 1954 года главный инженер проекта института «Гипроцветмет» (Государственный институт проектированию предприятий цветной металлургии).
Лауреат Государственной премии СССР 1970 года (в составе коллектива) — за разработку и внедрение новой технологии добычи руд с комплексной механизацией процессов горных работ с использованием самоходного оборудования на шахтах Джезказганского ГМК и Ачисайского ПМК.